# Île Lynn
Pour les articles homonymes, voir Lynn.
L'île Lynn (en danois Lynn Ø), est une île inhabitée de la mer du Groenland au Groenland. 

## Géographie
L'île Lynn est une île côtière située à l'ouest de la courbe sud du détroit du Dijmphna avec le détroit d'Hekla. Elle se trouve à l'ouest de l'île Hovgaard et au sud de la Terre de Holm. L'île a une superficie de 230,9 km2 et un littoral de 65,7 km.

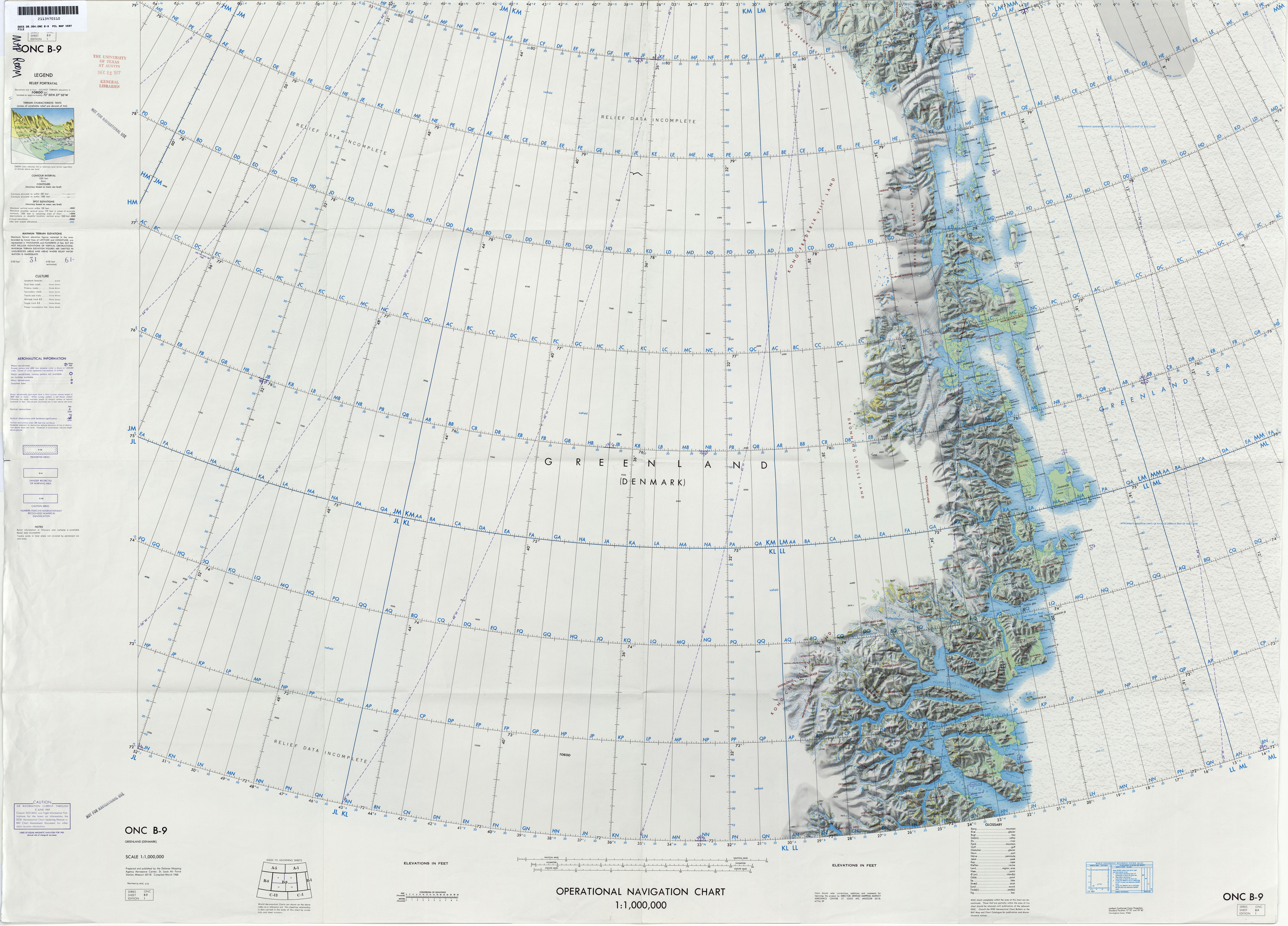
Plan du nord-est du Groenland.
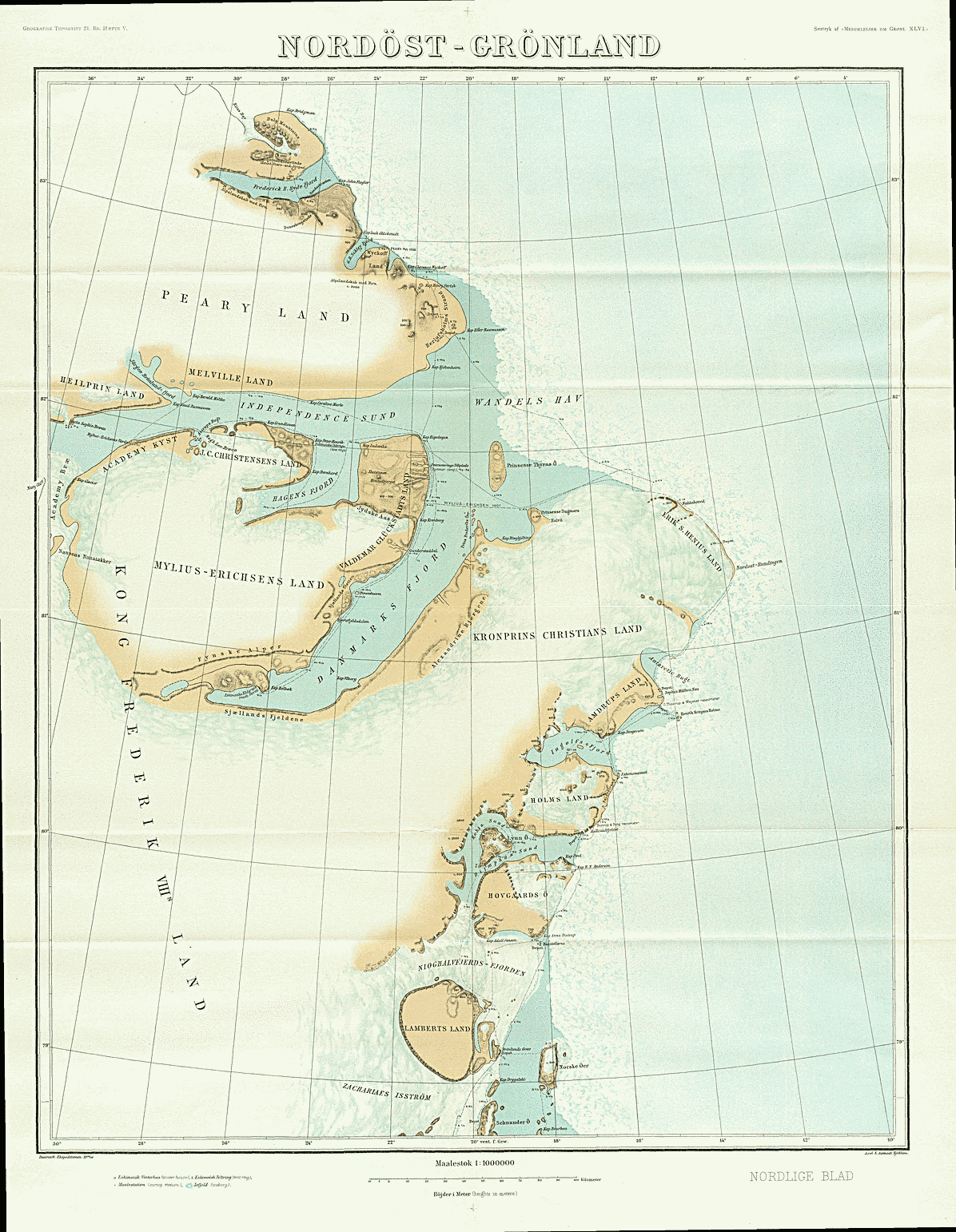
Carte par Johan Peter Koch du nord-est du Groenland dont l'île Lynn (1911).

## Histoire
L'île a été étudiée et nommée lors de l'expédition Danmark de 1906-1908. Christian B. Thostrup, membre de l'expédition, a indiqué qu'elle porte le nom d'une compagnie maritime britannique basée à Bridgeness.